# Echidna catenata
Echidna catenata és una espècie de peix de la família dels murènids i de l'ordre dels anguil·liformes.

## Morfologia
Els mascles poden assolir els 165 cm de longitud total.

## Distribució geogràfica
Es troba a l'Atlàntic occidental (des de Bermuda, Florida i les Bahames fins a les Antilles i Brasil) i a l'Atlàntic oriental (Cap Verd).